# Swim Good
A Swim Good az amerikai énekes Frank Ocean dala, amely a második kislemezként jelent meg a Nostalgia, Ultra (2011) című mixtape-jéről. A dalt Ocean, illetve Midi Mafia és Charles Gambetta producerek írták. A dalon közreműködött Tyler, The Creator is. A dal szövege egy férfiról szól, aki sok sikertelen kapcsolatot követően úgy dönt, hogy véget vet életének úgy, hogy belevezeti autóját az óceánba. A kritikusok méltatták a dalt, kiemelve Ocean vokáljait és a felvétel sötét témáját.
A Nostalgia, Ultrat a Def Jam tervezte középlemezként kiadni és a Swim Good volt a második kislemez, a Novacane után. Az EP végül nem jelent meg. A dal 70. helyig jutott a Billboard Hot R&B/Hip-Hop Songs slágerlistán. Megjelent hozzá egy videóklip is, amelyet Nabil Elderkin rendezett. Az anime-inspirálta videóban Ocean látható, ahogy vezet egy szamuráj ruhában, majd felgyújtja autóját. A dalt Észak-Amerikai és európai turnéjának állomásain, illetve a Coachella Fesztiválon is előadta. 2012. július 31-én a videóklipet jelölték az MTV Video Music Awards díjátadón.

## Háttér
A Swim Goodot Frank Ocean, Waynne Nugent és Kevin Risto szerezte. A producer Waynne Nugent és Kevin Risto volt, Midi Mafia néven. A dal szerepelt debütáló mixtape-jén, a Nostalgia, Ultran, amely 2011. február 18-án jelent meg. Mikor a The Quietus megkérdezte a dalról és a karakterről, Ocean „udvariasan visszahúzódott, azt mondván, hogy élvezné ezt a beszélgetést, de nem akarja elrontani közönségének élményét a dallal kapcsolatban.” Ezen kívül megjegyezte, hogy „de a szórakozz a képekkel egy kicsit, és nekem az egész olyan volt, hogy az egész koncepciónak ilyen... Például senki nem lesz mérges egy rendezőre, ha a filmje nem az életéről szól. Emberek azt gondolják, hogy egy előadónak minden szarnak egy kibaszott lépésről lépésre való végigkövetésnek kell lennie az életéről, de nem az. Ezek mindössze képek és egy kis szatíra.” A dal a második kislemezként jelent meg a tervezett Nostalgia, Lite középlemezről, 2011. október 18-án.

## Kompozíció
A Swim Goodot egy belső küzdelemként írták le, arról, hogy megölje-e magát az ember. A dalt egy „elképesztő öngyilkosság témájú dal”-nak nevezték, amelyben „Ocean feketébe öltözve találja magát, szívfájdalom által kínozva és annak határán, hogy belevezesse autóját a tengerbe.” A dalt leírták „zord menekülési fantázia”-ként is, amelyben „az énekes autóját a partra vezeti, csomagtartója összetört szívektől vérzik.” A Pitchfork az éneklést szívtörtnek írja le. A The Quietus szerint a dal „ráébreszt, hogy az óceán sokkal többet jelent ennek a dalszerzőnek, mint az utalások az Ocean’s Elevenre, amit említett az interjúkban. Rejtelmes és tragikus.”

## Fogadtatás
A Swim Goodot pozitívan fogadták a zenekritikusok és a Nostalgia, Ultra egyik legjobb dalának tekintik. Sam Hockley-Smith (The Fader) és Anthony Osei (Complex) azt írta, hogy a Swim Good a „lemez egyik csúcspontja.” Billy Jounhson (Yahoo! Music) Ocean áttörésének nevezte a dalt. Az AbsolutePunk szerint a dal erősen üt és „bebizonyítja, hogy Ocean hangja van annyira jó, mint az ügyessége, hogy jó popdalokat írjon.” Andrew Noz (NPR) azt írta, hogy „a kiemelkedő Swim Good-ban arról énekel, hogy egy Lincoln Town Car csomagtartójába összetört szíveket helyez és az óceánba vezet, ahogy azok átvéreznek.” Többen is kiemelték a dal sötét témáját. 2011. szeptember 10-én a dal 81. helyen debütál a Billboard Hot R&B/Hip-Hop Songs listáján, majd a 70-en érte el legmagasabb pontját.
2012. július 31-én a dal videóklipje három jelölést is elnyert az MTV Video Music Awards díjátadón: a Legjobb rendezés, a Legjobb férfi videó és a Legjobb új előadó kategóriákban.

## Díjak
| Év   | Díjátadó               | Kategória           | Jelölt/Munka            | Eredmény | For.  |
| ---- | ---------------------- | ------------------- | ----------------------- | -------- | ----- |
| 2012 | MTV Video Music Awards | Legjobb rendezés    | Swim Good               | Jelölve  | [ 8 ] |
| 2012 | MTV Video Music Awards | Legjobb férfi videó | Swim Good               | Jelölve  | [ 8 ] |
| 2012 | MTV Video Music Awards | Legjobb új előadó   | Swim Good (Frank Ocean) | Jelölve  | [ 8 ] |

## Közreműködő előadók
- Frank Ocean – vokál
- Midi Mafia – producer
- Ariel Chobaz – keverés
- Calvin Bailiff – felvételi hangmérnök
- Reggie Rojo Jr. – felvételi hangmérnök

## Slágerlisták
| Slágerlista (2011–12)                          | Legmagasabb pozíció |
| ---------------------------------------------- | ------------------- |
| Belgium (Ultratip Flanders)                    | 39                  |
| US Billboard Hot R&B/Hip-Hop Songs (Billboard) | 70                  |